# Schleuse Werries
Die Schleuse Werries ist eine Schleuse der Bundeswasserstraße Datteln-Hamm-Kanal (bei km 40,41). Obwohl sie nach dem Stadtteil Werries im Stadtbezirk Hamm-Uentrop benannt ist, liegt sie nicht auf dessen Gebiet, sondern im Osten des Stadtbezirks Hamm-Mitte. Sie wurde etwa 4 km oberhalb der Schleuse Hamm von 1930 bis 1933 erbaut und ermöglicht die Nutzung des Kanals von Hamm bis Schmehausen (Stadtteil Hamms im Stadtbezirk Hamm-Uentrop). Zuständig für Betrieb und Unterhaltung ist das Wasserstraßen- und Schifffahrtsamt Westdeutsche Kanäle.

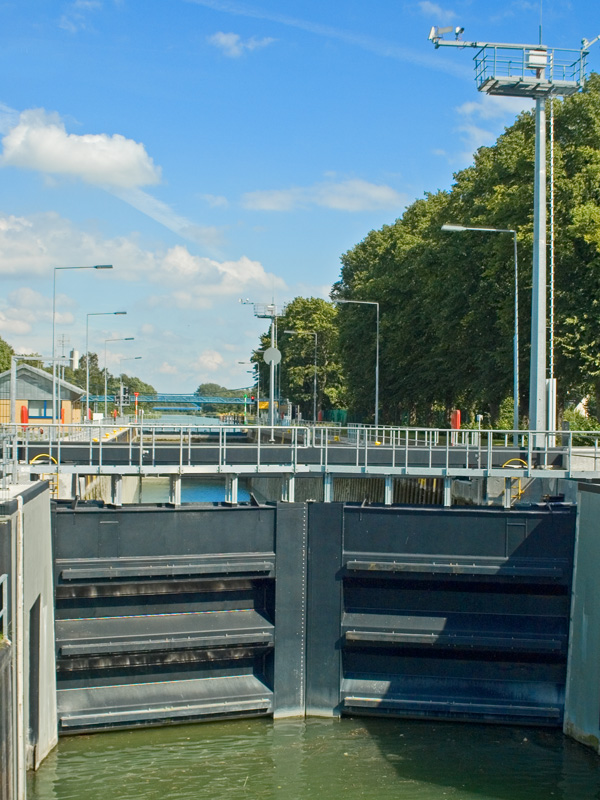
Schleuse Werries

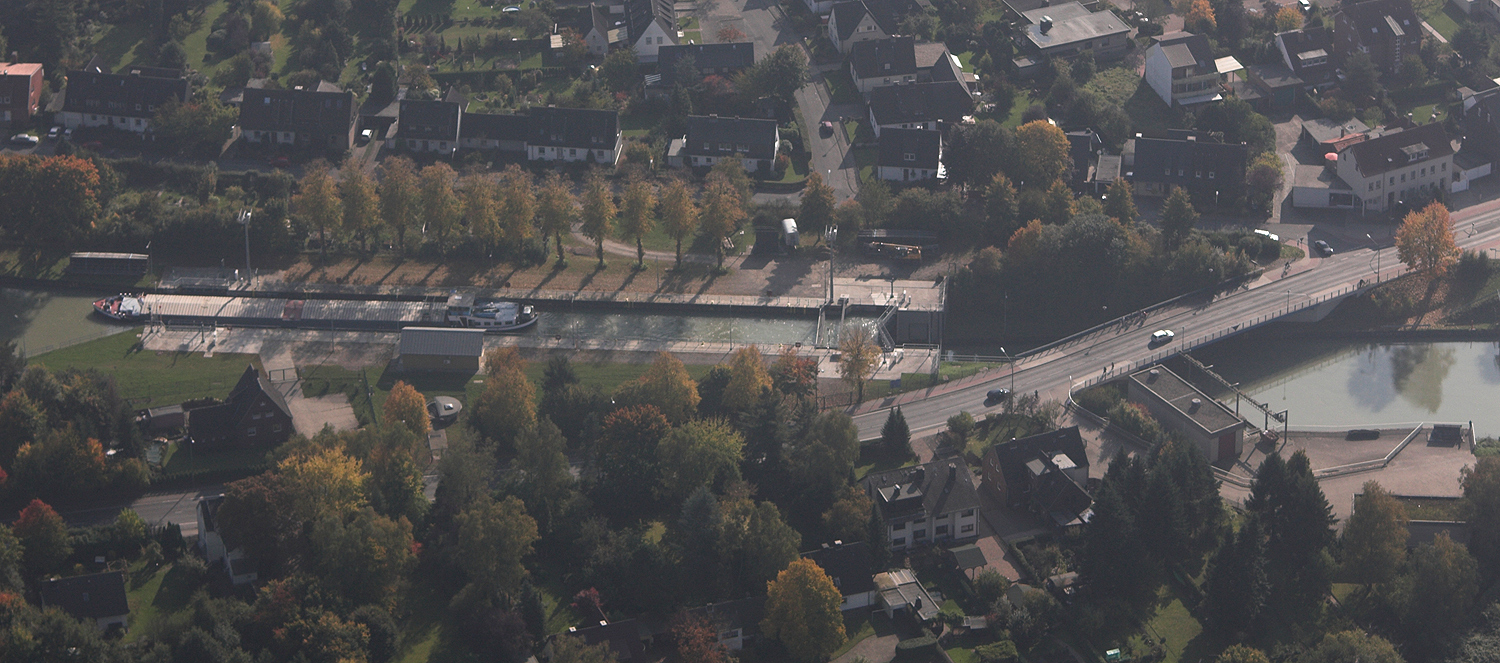
Luftaufnahme

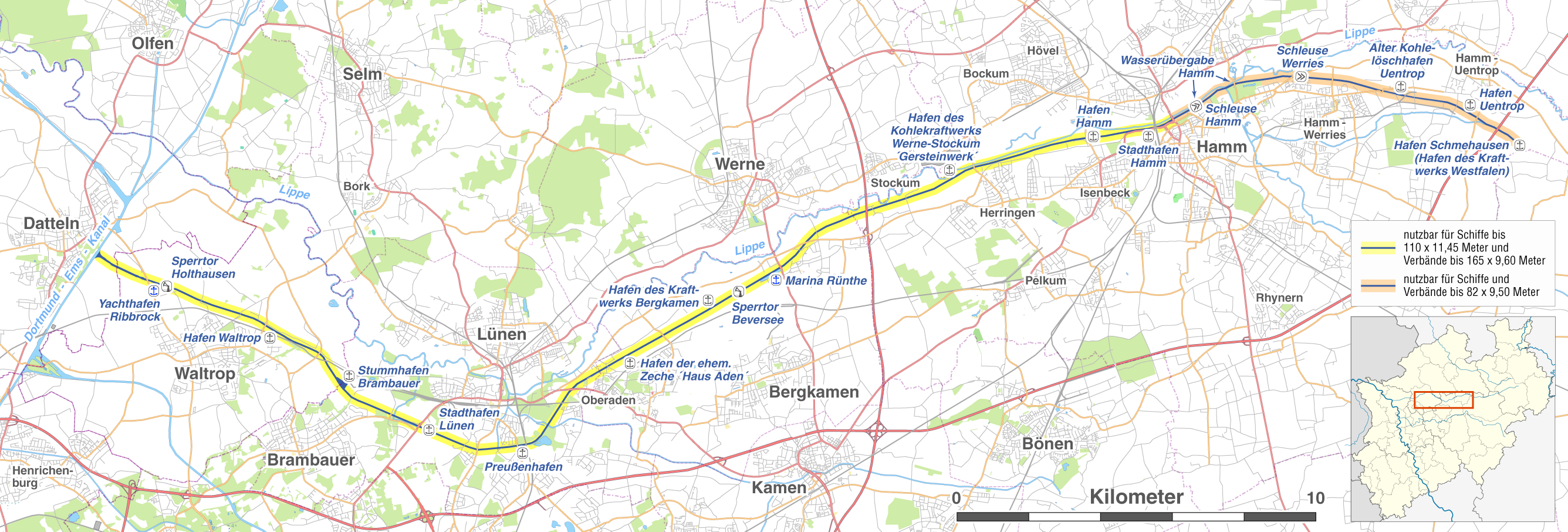
Lage der Schleuse am Kanal

1926 wurde die ursprünglich geplante Verlängerung des Datteln-Hamm-Kanals wieder aufgenommen. Nach Fertigstellung der 102 Meter langen und 11,5 Meter breiten Schleusenkammer konnten Schiffe bis zum Hafen Schmehausen und dem Kraftwerk Westfalen fahren. Die Wände der Kammer bestehen aus Stahlspundwänden, die Stemmtore aus U-Eisen mit einer aufgenieteten Blechhaut, die Sohle besteht aus wasserdurchlässigem Naturstein mit aussteifenden Stahlbetonbalken. Der Bau kostete damals 3,7 Millionen Reichsmark. 
1948 mussten die geringen Schäden des Zweiten Weltkrieges ausgebessert werden. 1990 gab es kleinere Arbeiten an Stegen, Auflagern, Spurlagern und den Toren. 2004 wurden hier und auch bei der etwa 4 km unterhalb liegenden Schleuse Hamm im Rahmen einer Grundinstandsetzung die Tore, der Antrieb und die Steuerung komplett erneuert, außerdem erfolgt die Steuerung seitdem fernelektronisch über die Schleuse Hamm. Die Kosten für die Schleuse Werries betrugen dabei 4 Millionen Euro.
Die Nutzlänge der Kammer beträgt seit der Grundinstandsetzung 93 Meter, die Fallhöhe 5,30 Meter und der maximale Tiefgang für Schiffe ist 2,50 Meter. Damit ist dieser Kanalabschnitt noch für Europaschiffe befahrbar.